# Боровський-Бродський Давид Львович
Дави́д Льво́вич Боро́вський-Бро́дський (*2 липня 1934, Одеса, УРСР — 6 квітня 2006, Богота, Колумбія) — український і російський художник театру, народний художник Росії.

## Біографія
Давид Львович Боровський-Бродський народився 2 липня 1934 року в Одесі.
1947—50 рр. — навчання в київській художній школі.
Працювати художником почав від 15 років — у київських театрах, зокрема, у театрі імені Лесі Українки.
Перша вистава в його оформленні відбулася 1956 року — це була постановка Ірини Молостової за п'єсю Едуардо Де Філіппо «Ложь на длинных ногах» в постановке Ирины Молостовой.
Художник працював у низці театрів Києва. 1964 року він оформив свій перший оперний спектакль (на сцені Київської опери імені Т. Г. Шевченка) — «Катерина Ізмайлова» Д. Д. Шостаковича у постановці І. Молостової.
1966 року Давид Боровський за запрошенням Бориса Львова-Анохіна перебрався до Москви.
Протягом року він був головним художником театру імені Станіславського. А від 1967 року і в наступні 3 десятиліття Давид Львович працював у Театрі на Таганці, де разом із Юрієм Любимовим створив низку незабутніх, найвідоміших своїх вистав — «Живой» за Б. Можаєвим, «А зори здесь тихие» за повістю Бориса Васильєва, «Гамлет» тощо.
Помер від інфаркту 6 квітня 2006 року в Боготі (Колумбія), куди приїхав на відкриття персональної виставки робіт. Похований в Москві на Троєкуровському кладовищі.

## Найвидатніші роботи Д.Л.Боровського-Бродського
Найвідоміші роботи художника:
у Театрі російської драми імені Лесі Українки (Київ):
- «Четвертий» К. Симонова (1961);
- «Київський зошит» В. Собка (1963);
- «Більшовики» М. Шатрова (1968).

у Національній опері України імені Тараса Шевченка:
- опера «Катерина Ізмайлова» Д. Шостаковича (1964).

у Київському драматичному театрі імені Івана Франка:
- «Оптимістична трагедія» В. Вишневського (1967).

у Московському Театрі на Таганці:
- «Мати» М. Горького (1969);
- «… А зорі тут тихі» за Б. Васильєвим (1971);
- «Злочин і кара» за Ф. Достоєвським (1979);
- «Живий» за Б. Можаєвим (1989);
- «Бенкет у чуму» О. Пушкіна (1989).